# Колбинский (посёлок)
Колбинский — деревня в Манском районе Красноярского края. Административный центр Колбинского сельсовета.

## История
В 1976 г. Указом Президиума ВС РСФСР поселок Скотопрогонное переименован в Колбинский.

## Население
| 2010 |
| ---- |
| 538  |